# Thị trấn mới Warszawa

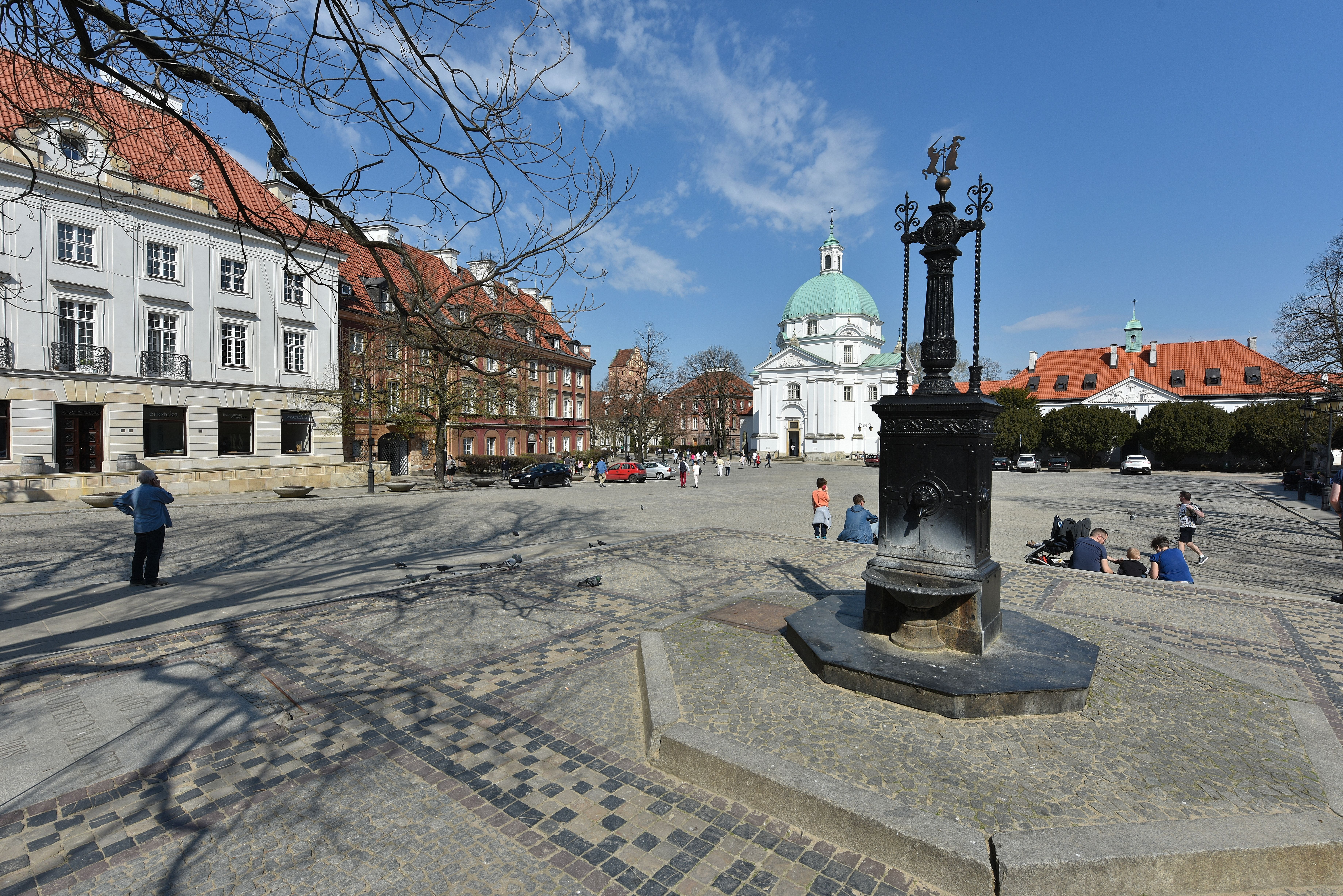
Quảng trường chợ thị trấn mới

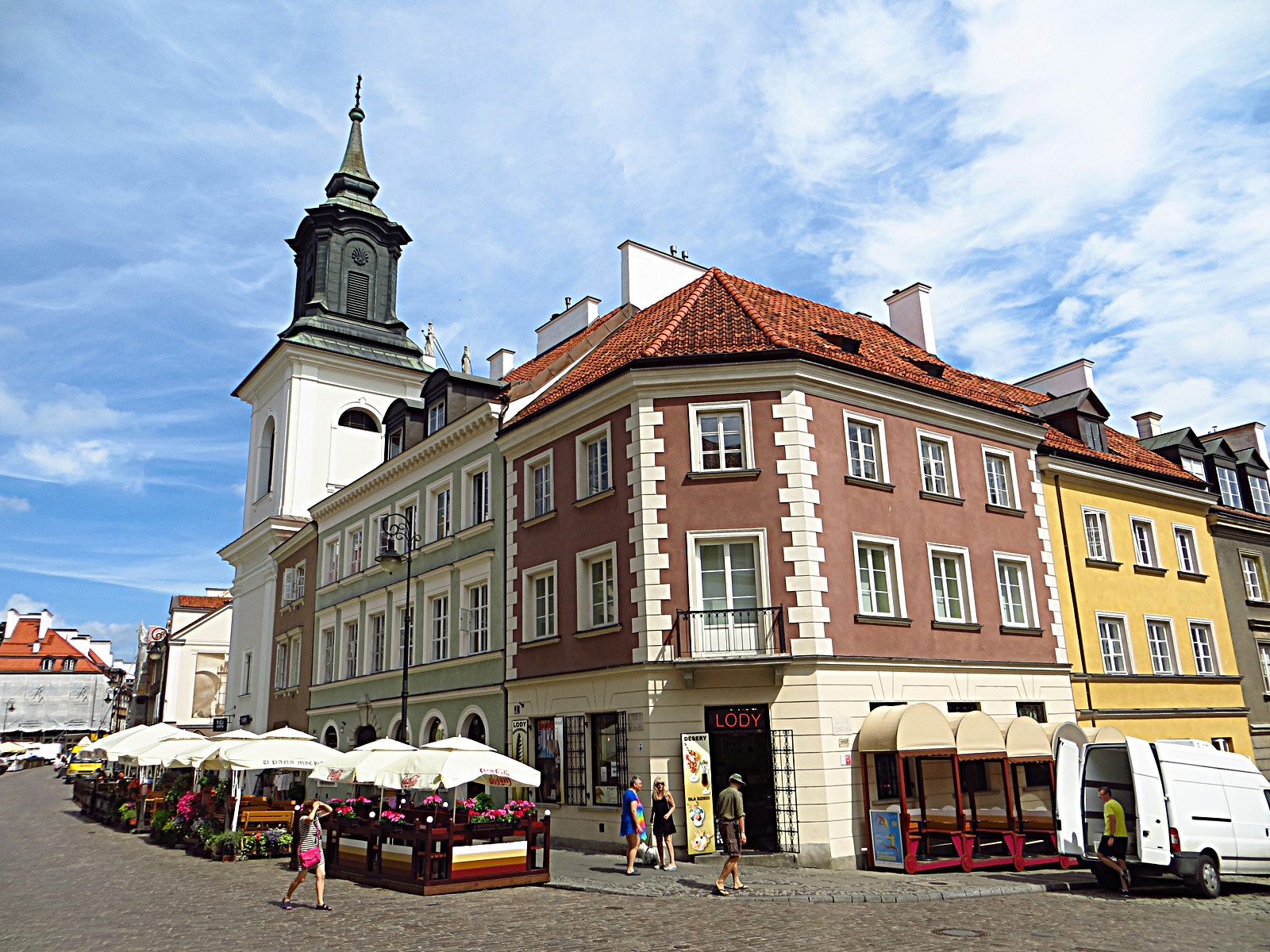
Phố Freta, chạy qua trung tâm của New Town

Thị trấn mới Warsaw là một khu phố có niên đại từ thế kỷ 15 ở Warsaw, Ba Lan. Nó nằm ở phía bắc của Phố cổ và được kết nối với nó bởi ulica Freta (tiếng Anh: Freta Street), bắt đầu tại Warsaw Barbican. Giống như Phố cổ, Thị trấn Mới gần như bị người Đức phá hủy hoàn toàn trong Thế chiến II và được xây dựng lại sau chiến tranh.

## Lịch sử
Khu vực lịch sử của Thị trấn mới được hình thành vào đầu thế kỷ 14 như là một thành phố độc lập. Sự công nhận chính thức của Thị trấn mới diễn ra vào năm 1408, khi nó được tách ra khỏi Phố cổ bằng một đạo luật do Janusz I the Old, Công tước Masovia ban hành. Vào thời điểm đó, thành phố mới bao trùm lãnh thổ của Quảng trường chợ và thị trấn mới - Freta, Kościelna, Koźla, Przyrynek, Stara và Zakroczymska. Nó độc lập với chính quyền Phố cổ và có vogt, hội đồng và tòa thị chính. Vào năm 1411, Nhà thờ Giáo xứ St. Mary đã được dựng lên, và năm 1546, có tới 204 khu nhà ở Thị trấn mới Warsaw. Khoản đầu tư lớn nhất thời bấy giờ là cây cầu Sigismund Augustus được xây dựng từ năm 1568-1573 bởi Erazm Cziotko (khoảng 500 m (1.600 ft) chiều dài). Thật không may, nó đã bị phá hủy vào năm 1603 bởi những tảng băng trôi. 

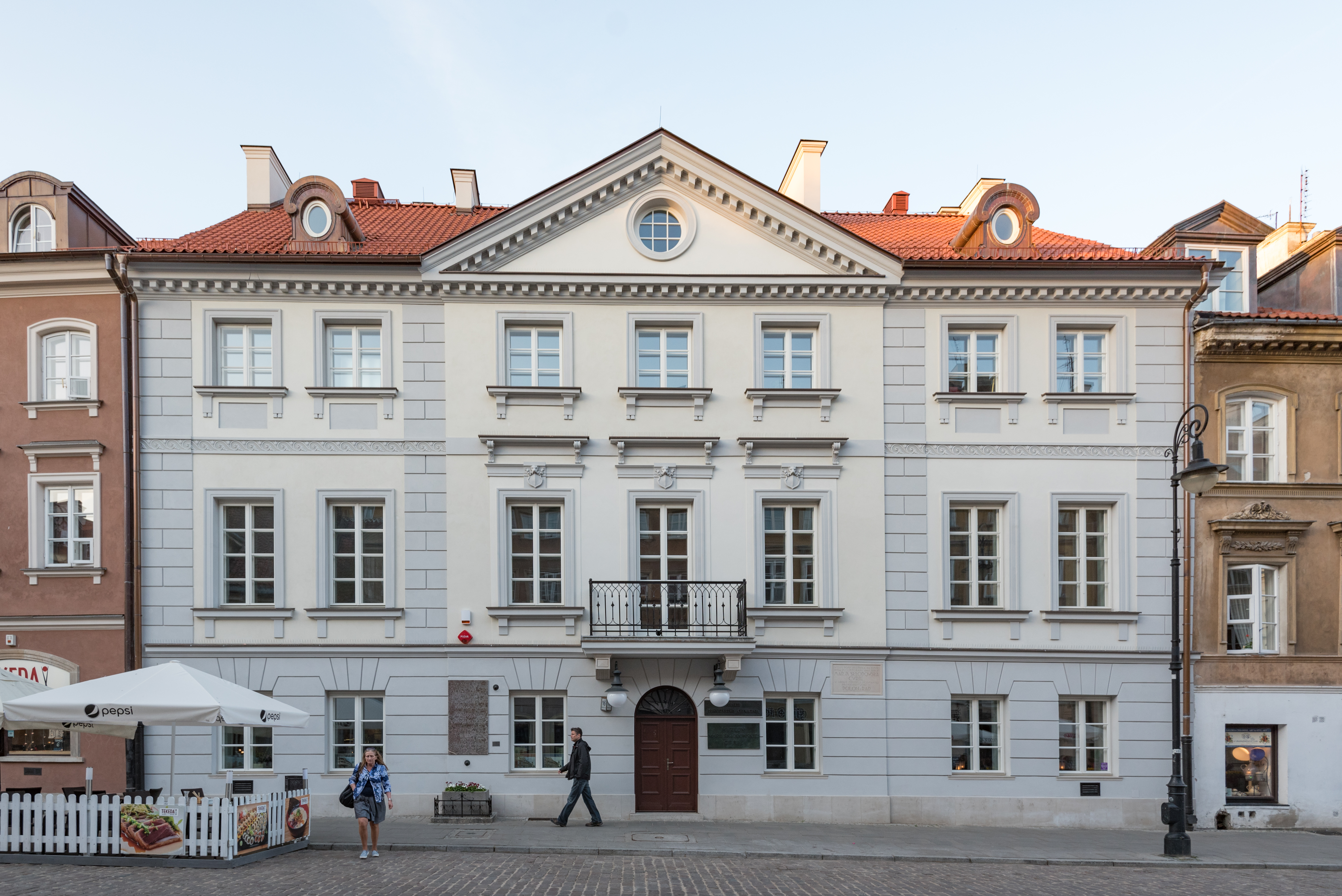
Nơi sinh của Marie Skłodowska Curie gần nhà thờ St. Hyacinth

Thời điểm thảm khốc của cuộc xâm lược Thụy Điển - Brandenburg (1655-1660), khiến các tòa nhà gỗ chủ yếu của Thị trấn mới bị đốt cháy, nhưng vì những sự kiện đó, nhiều tòa nhà đẹp và lâu dài hơn đã được dựng lên (Tòa thị chính, được xây dựng vào năm 1680; Nhà thờ St.Kazimierz, 1688-1692, Cung điện Kotowski, 1682-1684, Nhà thờ Chúa Thánh Thần, 1707-1717; và nhà nguyện trang trí công phu của gia đình Kotowski, được xây dựng từ 1691-1694) bởi các kiến trúc sư nổi tiếng nhất Warsaw (đặc biệt là Tylman Gamerski). Sau năm 1791, do các nguyên lý của Hiến pháp ngày 3 tháng 5 năm 1791, Thị trấn Mới được sáp nhập vào thành phố Warsaw. Đó là lý do tại sao Tòa thị chính bị kéo xuống năm 1818.
Trong cuộc nổi dậy ở Warsaw (1 tháng 8 - 2 tháng 10 năm 1944), Thị trấn Mới đã bị phá hủy hoàn toàn do sự bắn phá rộng rãi các vị trí nổi dậy của quân Đức. Nhiều tòa nhà lịch sử, đã phục vụ như một bệnh viện và nơi trú ẩn cho cư dân đã bị san bằng nhà ở. Việc tái thiết Thành phố Mới bắt đầu vào năm 1954, nhưng một số tòa nhà quan trọng đã không được chính quyền Cộng sản khôi phục (ví dụ Cung điện Kotowski).

## Hình ảnh

### Hình ảnh lịch sử

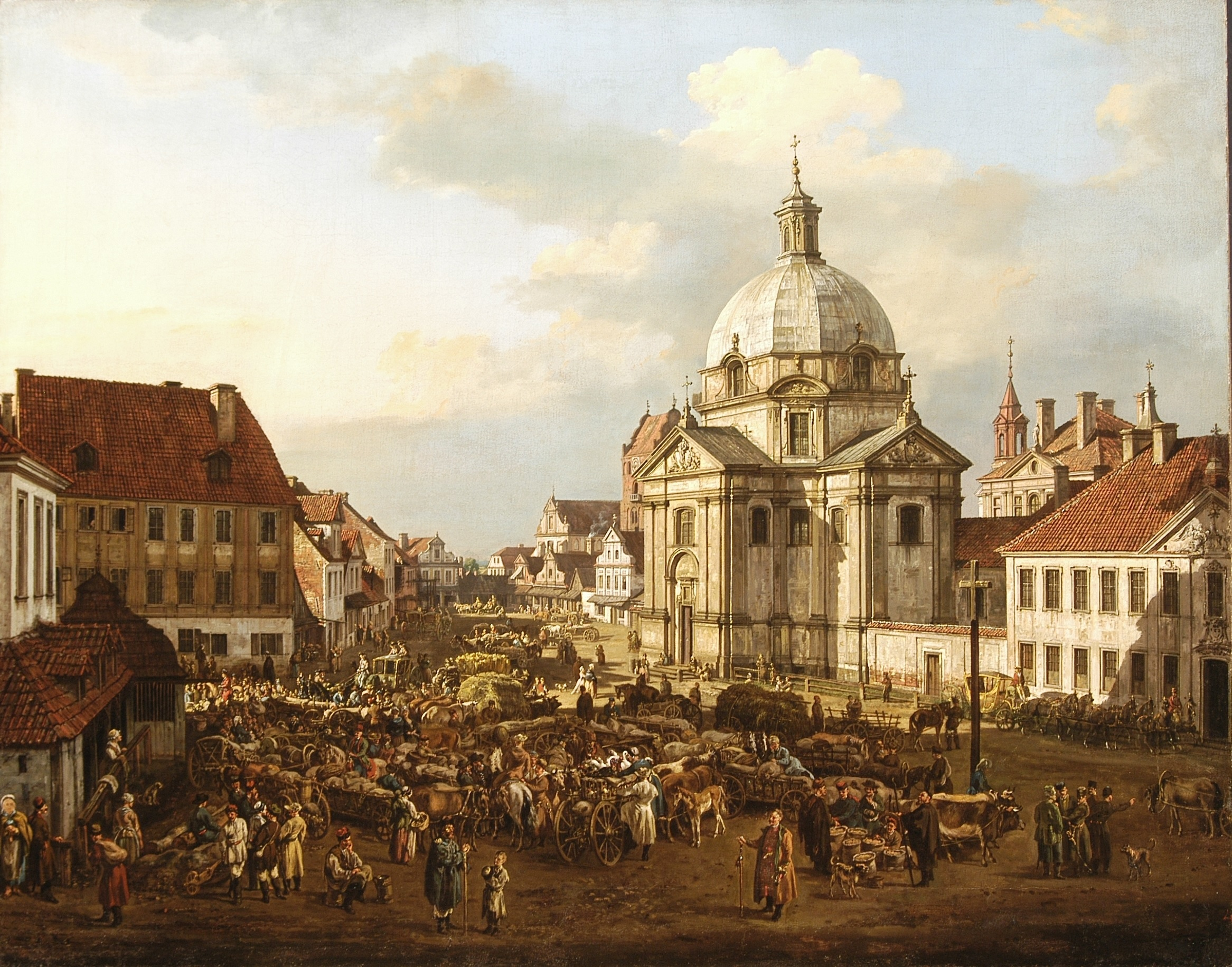
Thị trấn mới Bernardo Bellotto
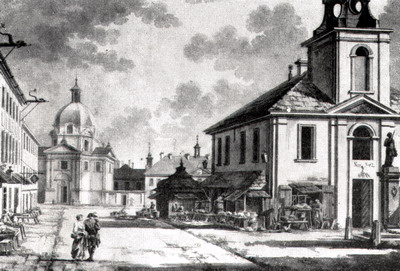
Tòa thị chính Nowe Miasto năm 1784
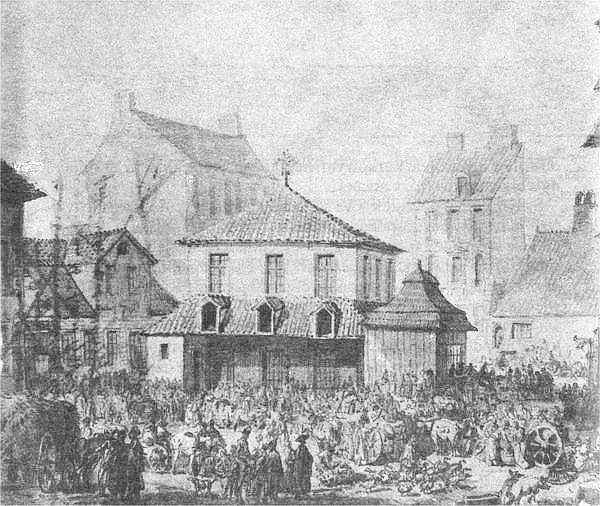
Thị trấn mới Jan Piotr Norblin

### Nhà thờ

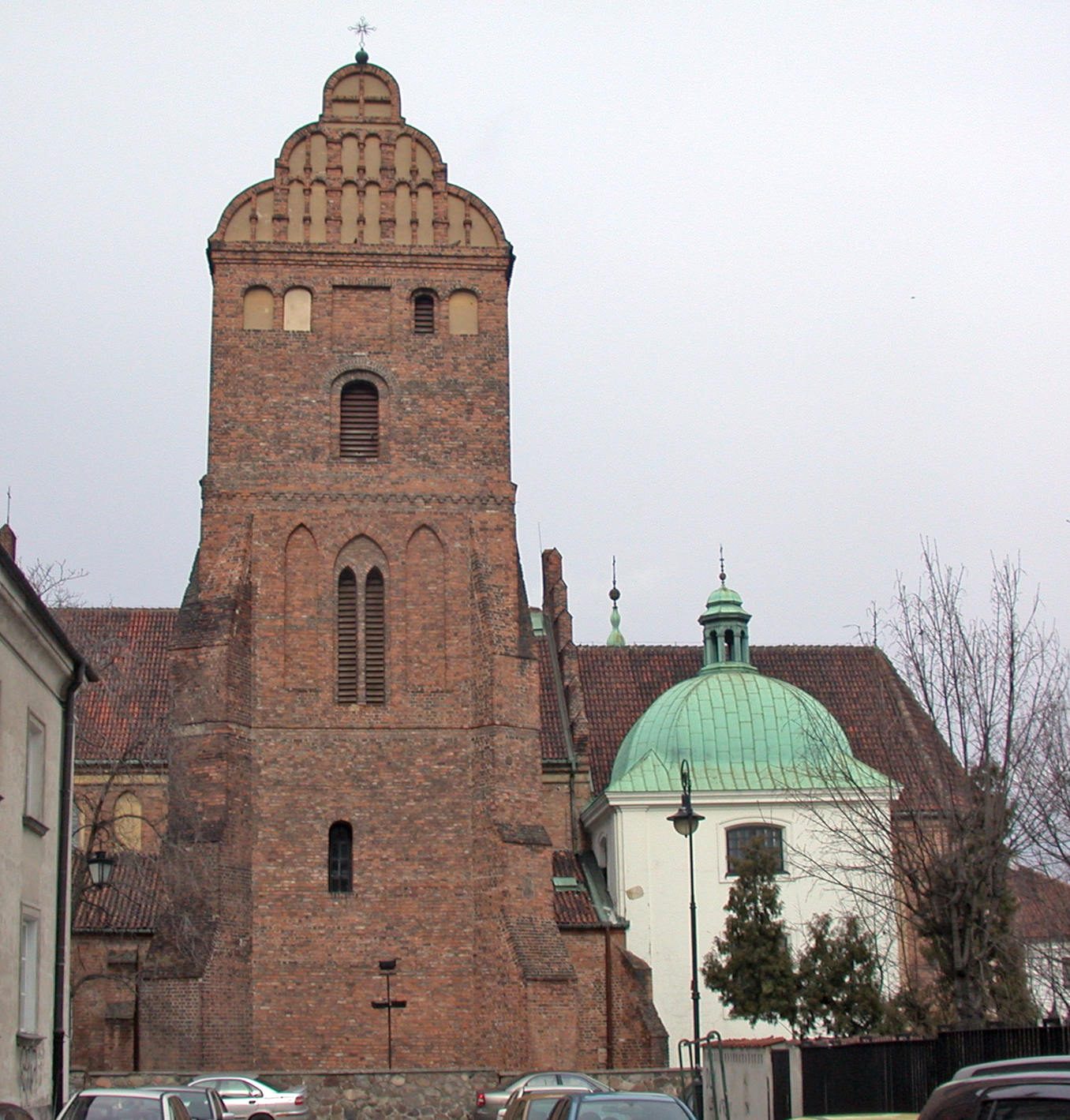
Nhà thờ thánh Mary, 1411
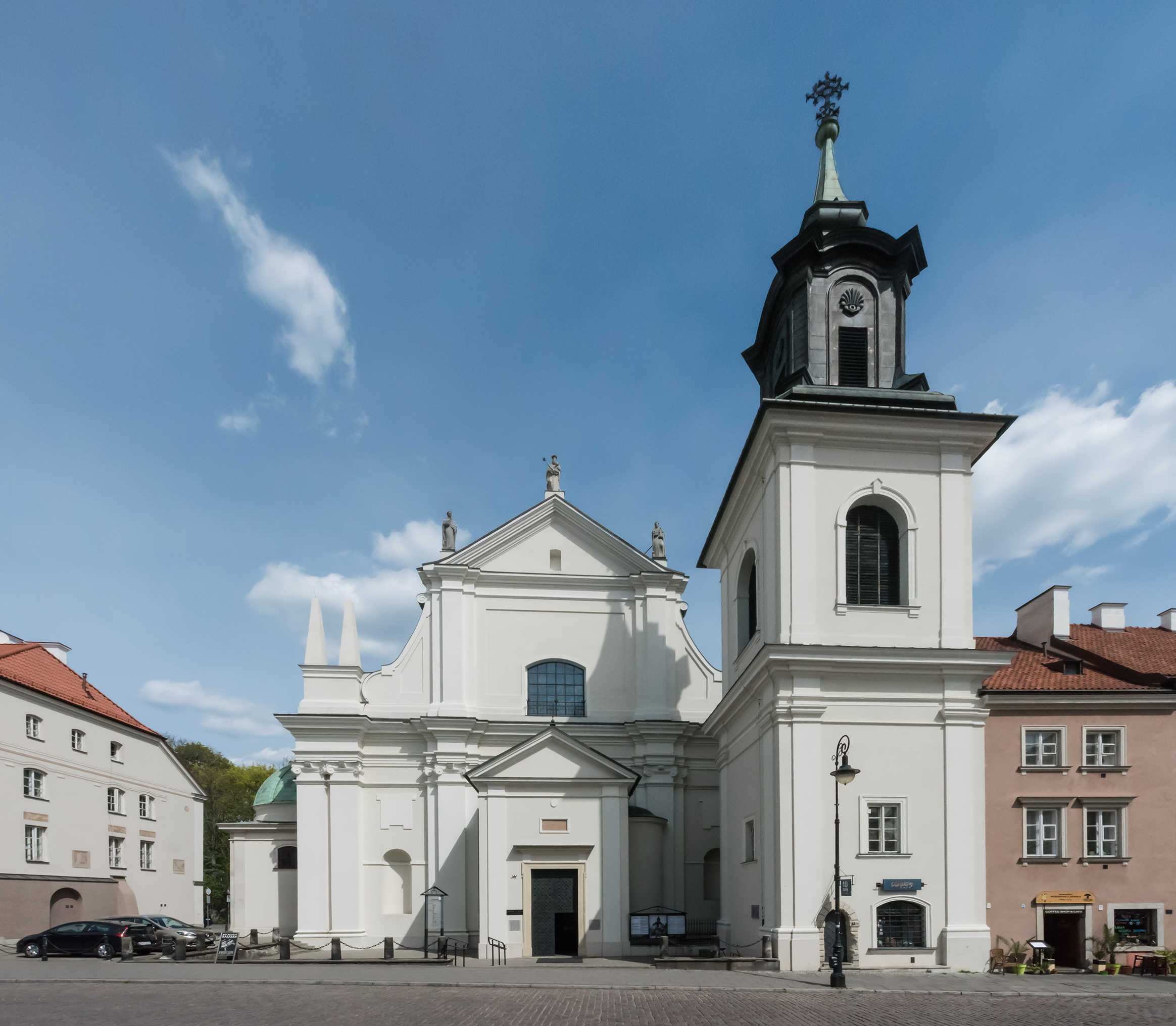
Nhà thờ thánh Hyacinth, 1603-1639
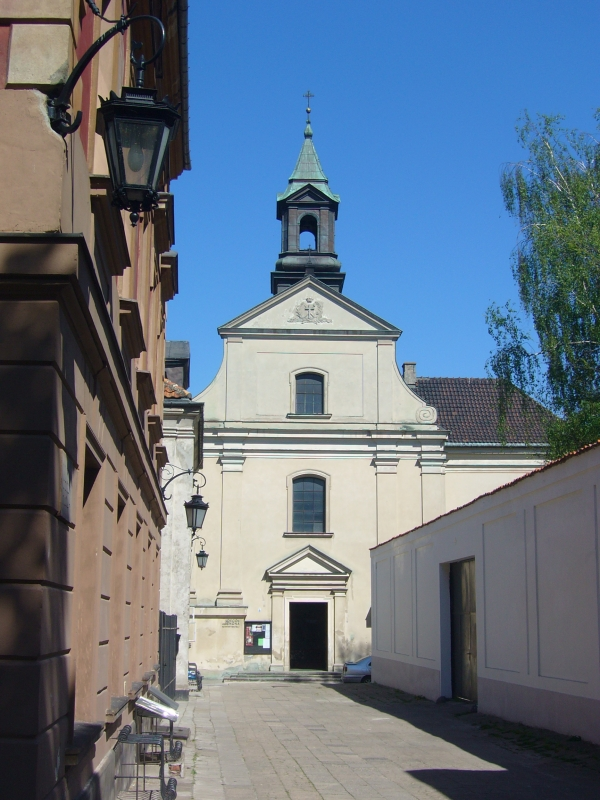
Nhà thờ Thánh Benno, 1669
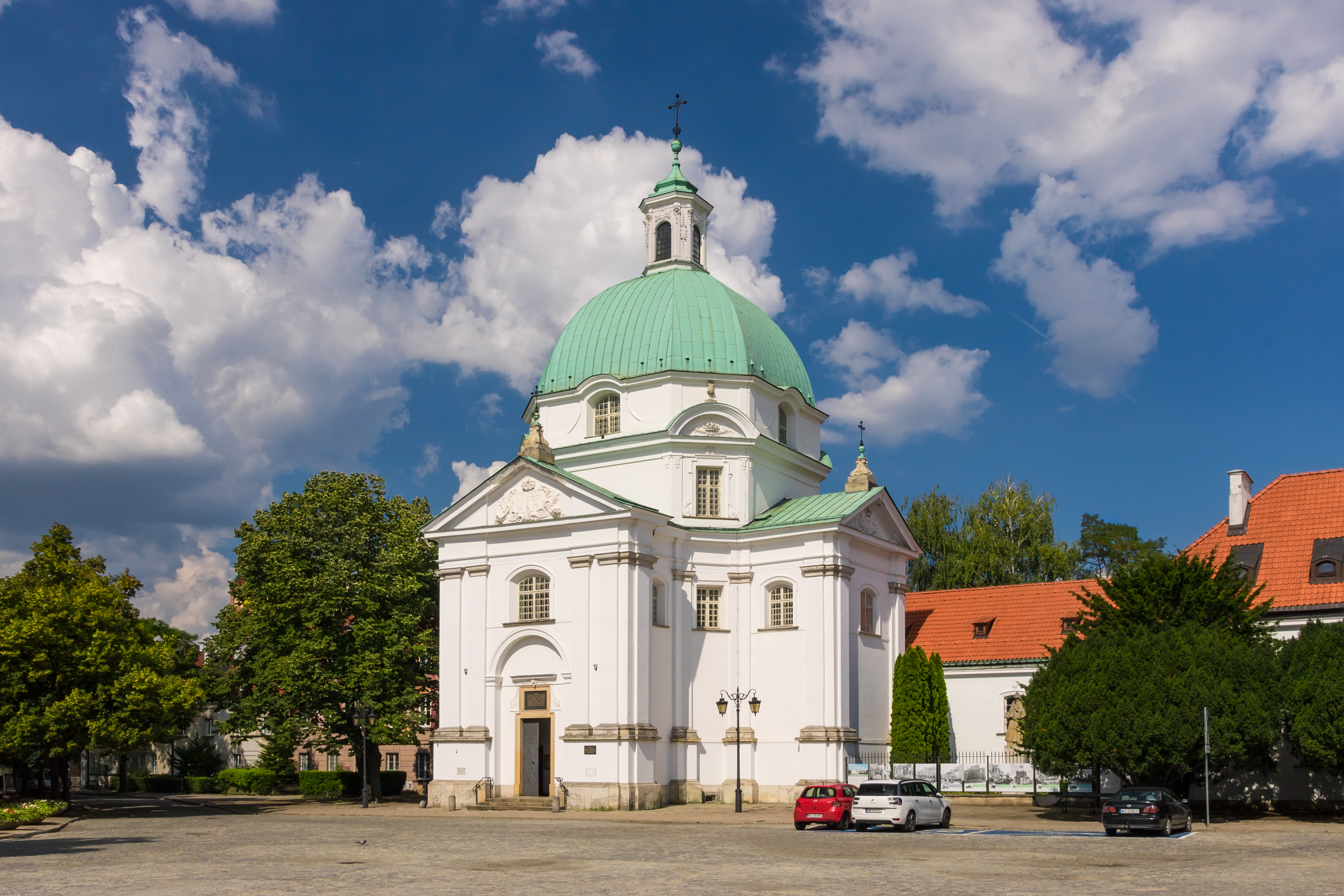
Nhà thờ Thánh Kazimierz, 1688-1692
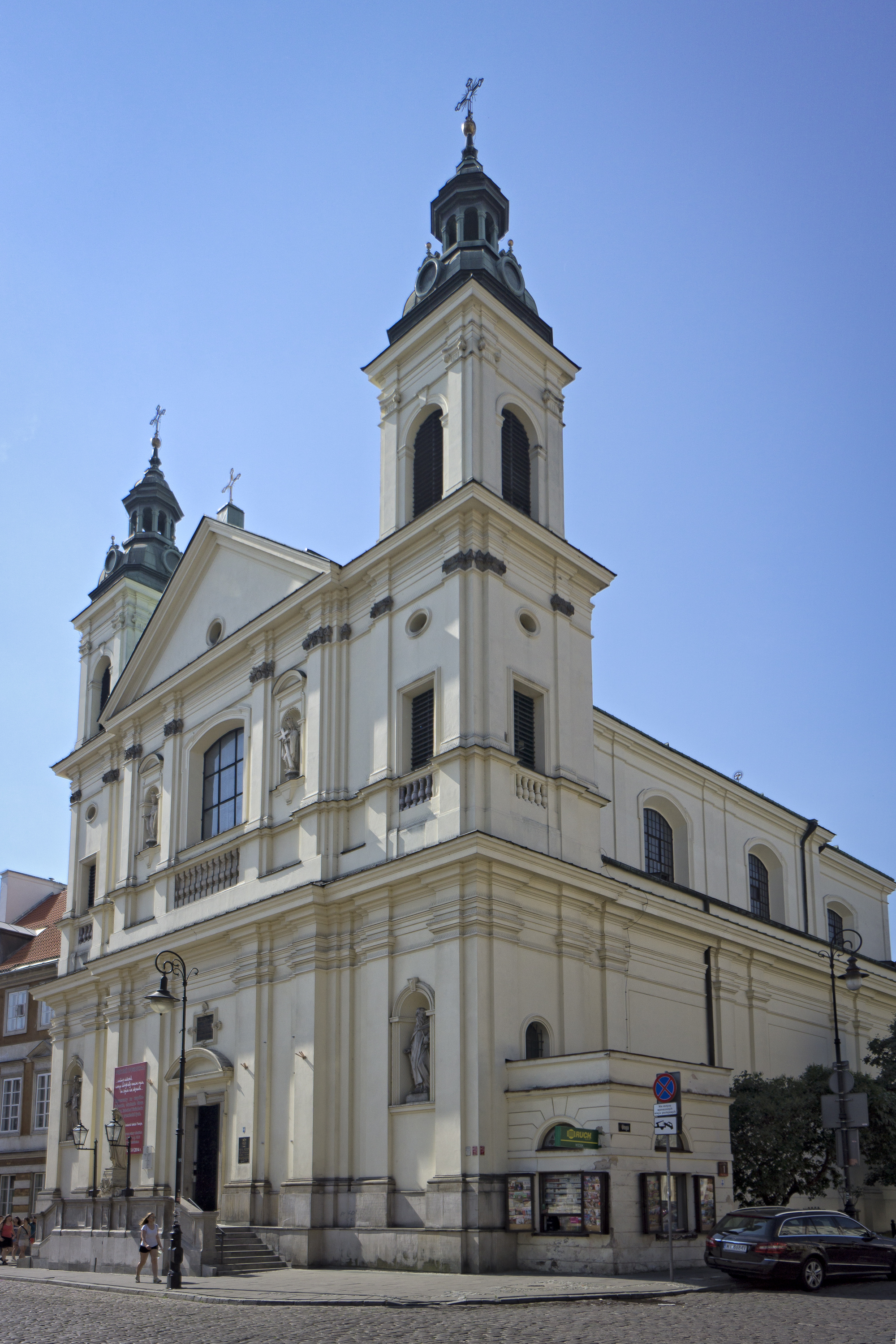
Nhà thờ Chúa Thánh Thần, 1717
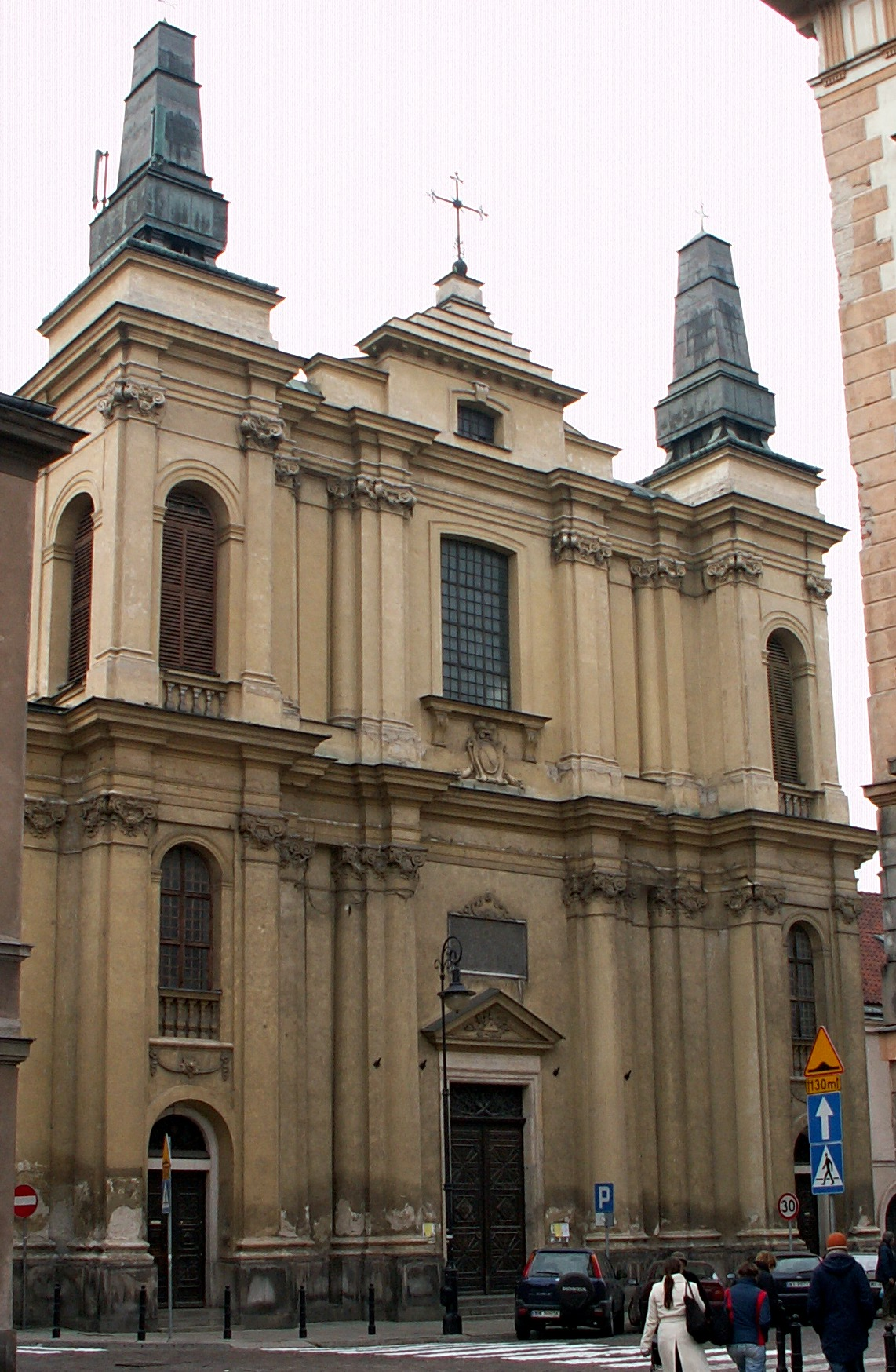
Nhà thờ thánh Phanxicô, 1733

### Khác

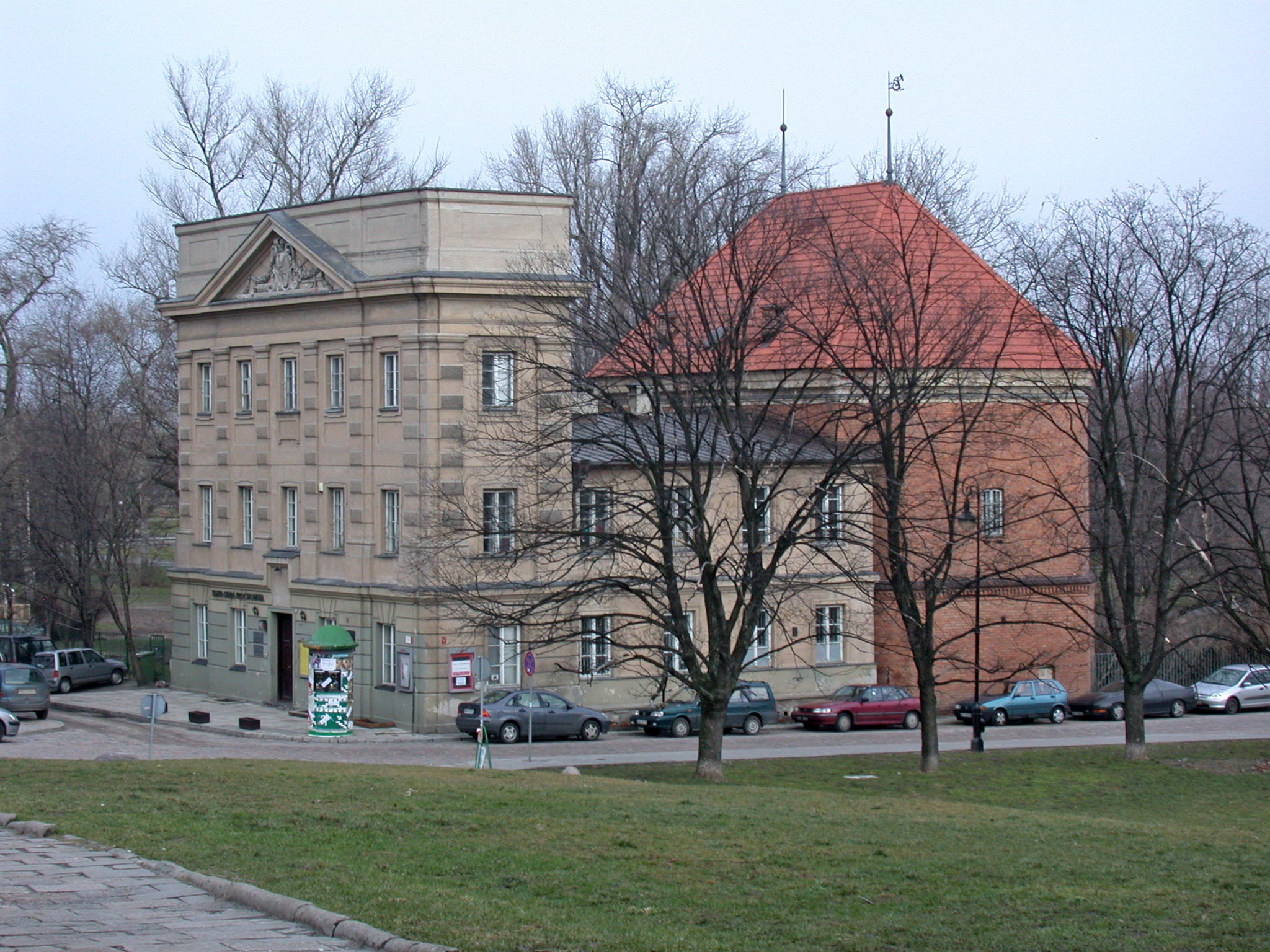
Cổng cầu cũ, 1582
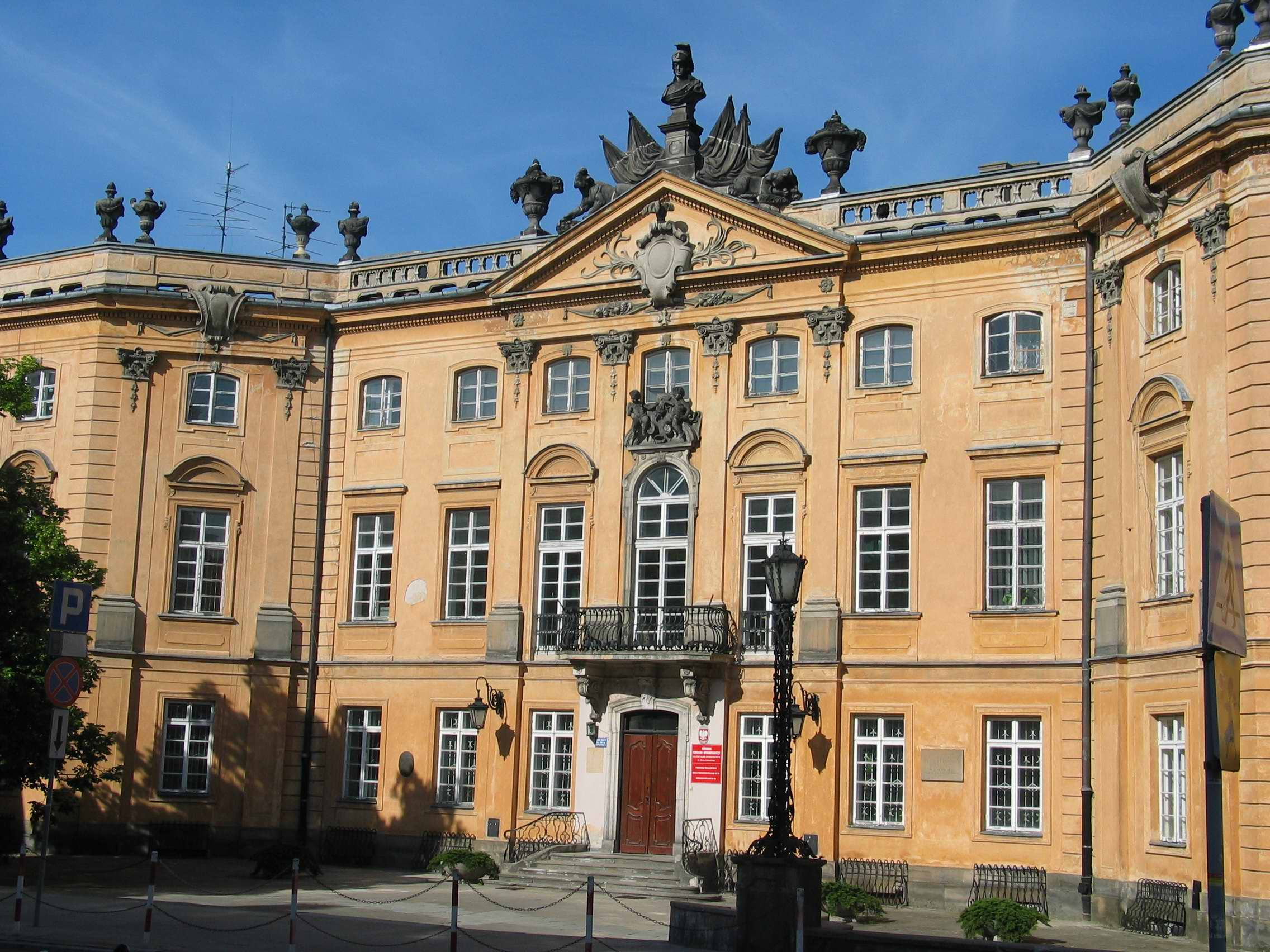
Cung điện Sapieha, 1731-36
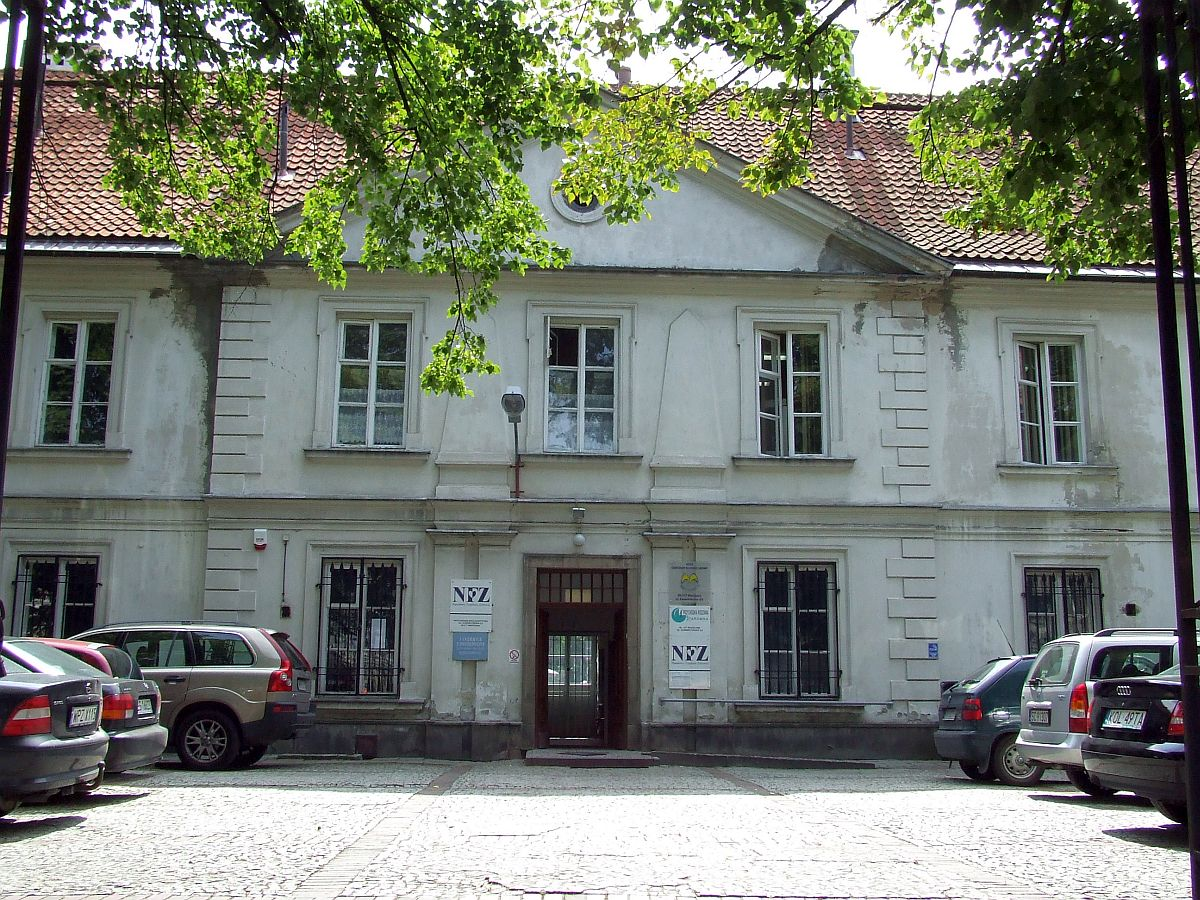
Cung điện Sierakowski, 1784
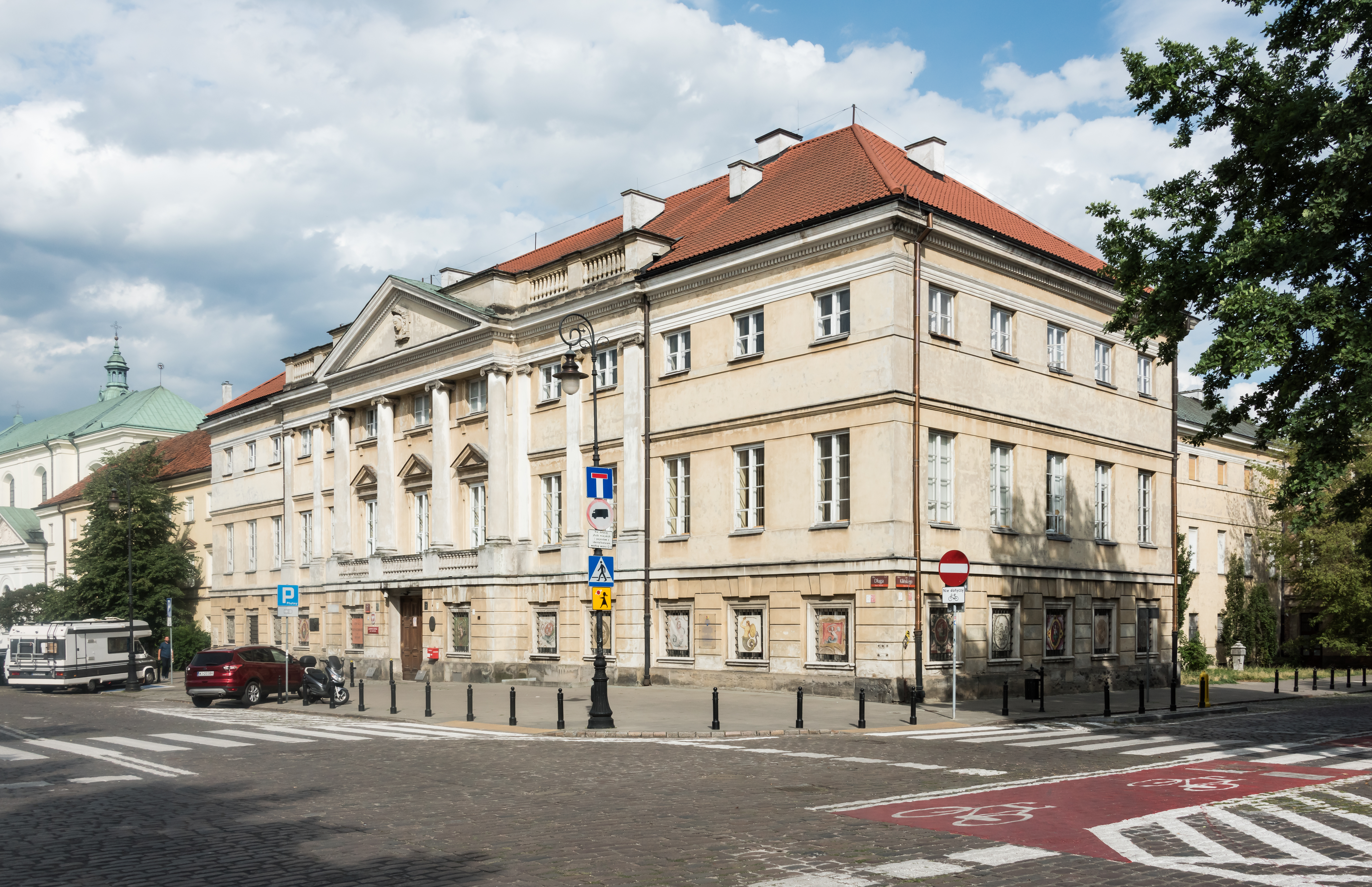
Cung điện Raczyński, 1786
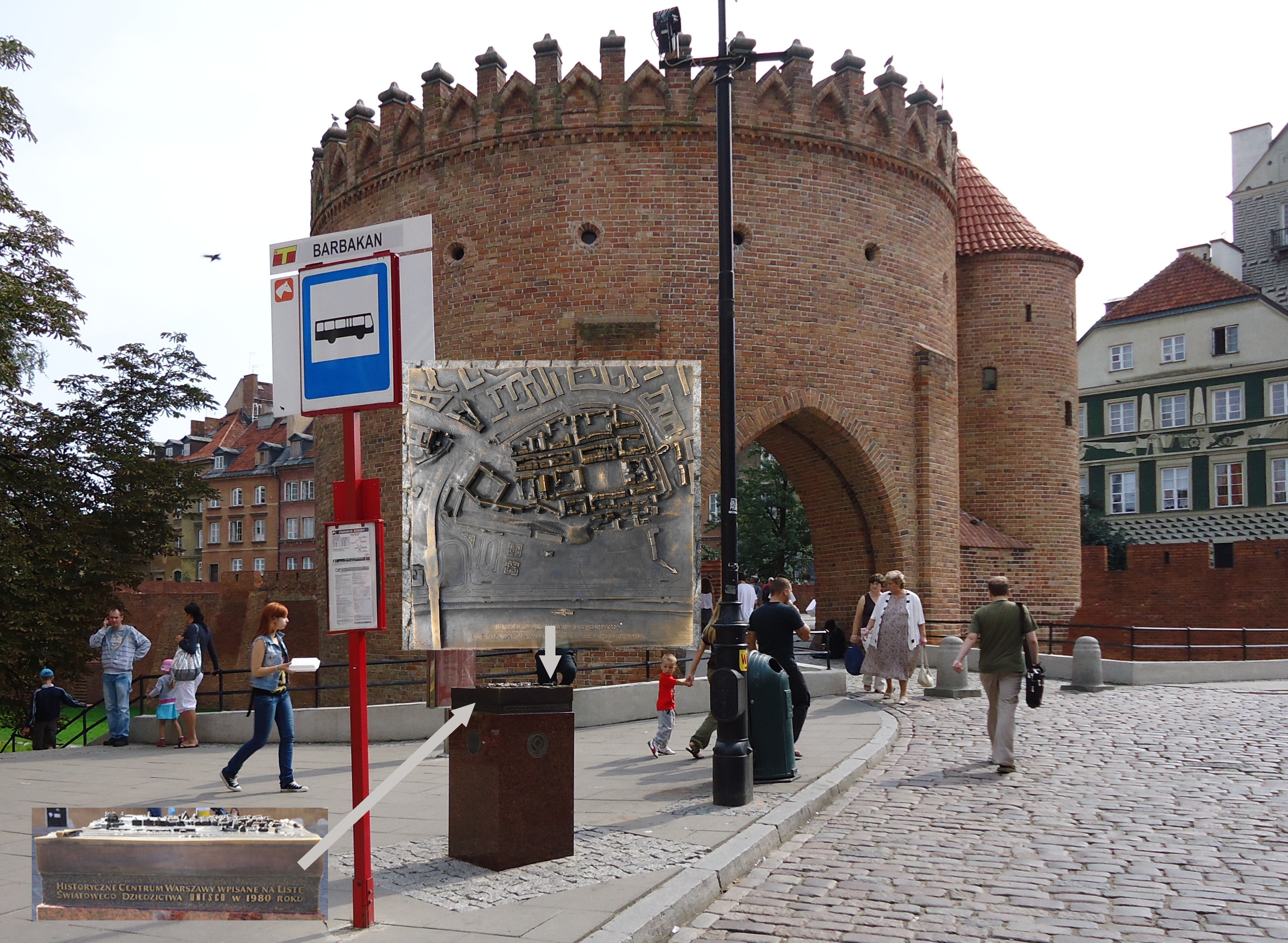
Trung tâm lịch sử của Warsaw

## liên kết ngoài
- Thị trấn mới Lưu trữ ngày 31 tháng 7 năm 2009 tại Wayback Machine